# 齊尼亞 (伊利諾伊州)
齊尼亞（英語：Xenia）是位於美國伊利諾伊州克萊縣的一個村落。

## 地理
齊尼亞的座標為38°38′15″N 88°38′15″W / 38.63750°N 88.63750°W，而該地最高點為海拔高度164米（即538英尺）。

## 人口
根據2010年美國人口普查的數據，齊尼亞的面積為1.37平方千米，當中陸地面積為1.37平方千米，而水域面積為0.00平方千米。當地共有人口391人，而人口密度為每平方千米285人。